# Попов, Иван Данилович
Иван Данилович Попов (1864—1920) — один из известных казачьих офицеров Донской армии, генерал-лейтенант, Георгиевский кавалер.

## Биография
Родился в 1864 году. Казак ст. Камышовской, 1-го Донского округа, области Войска Донского (ныне ст. Камышевская, Лозновского сельского поселения, Цимлянского района, Ростовской обл.). Получил домашнее образование. Окончил Елизаветградское кавалерийское юнкерское училище и выпущен хорунжим в 9-й Донской казачий полк. В 1900 году — есаул, в 1906 — войсковой старшина. С 18 июня 1911 года — полковник. В начале 1916 года — генерал-майор и командир 1-й бригады 6-й Донской казачьей дивизии. Генерал-лейтенант с ноября 1919 года.
На фронт Первой мировой войны вышел командиром полка. Георгиевский кавалер — за успешную атаку укрепленной австрийской позиции у деревни Баламутовка 27 апреля 1915 года. Будучи вторично ранен — вернулся на Дон в начале октября 1917 года, где Войсковой атаман генерал Каледин назначил его начальником 8-й Донской казачьей дивизии в Миллерово.
Подал в отставку после конфликта с дивизионным комитетом. 12 февраля 1918 года ушел с отрядом Походного атамана П. X. Попова в Степной поход. Во время пребывания в задонских степях сформировал несколько калмыцких сотен и стал начальником всех калмыцких частей отряда. В начале Общедонского восстания в марте 1918 года со своими калмыцкими сотнями "освободил" станицу Константиновскую, где заседал съезд советов 1-го Донского округа.
При атамане генерале Краснове был командующим войсками Александре-Грушевского района, а затем, в конце 1918 года, начальником тыла Донской армии. В апреле 1919 года командовал сводной казачьей дивизией и заново освободил станицу Константиновскую. В начале лета был назначен помощником командира 4-го Донского корпуса генерала Мамонтова, с которым в августе-сентябре 1919 года участвовал в известном «Мамонтовском рейде» по тылам красного Южного фронта.
В конце 1919 года произведен в генерал-лейтенанты и вновь назначен начальником тыла Донской армии. С назначением генерала Павлова в начале 1920 года командиром 4-го Донского корпуса — вернулся на прежнюю должность помощника командира корпуса. На этой должности в феврале 1920 года участвовал в сражении на Маныче с 1-й конной армией Будённого. После поражения корпуса и больших потерь от мороза в безлюдных степях правого берега — генерал Попов был назначен командиром 4-го Донского корпуса.
Погиб в самом конце февраля 1920 года во время арьергардных боев 4-го Донского корпуса (при отступлении войск генерала Деникина к Новороссийску) на реке Бенсутек под Екатеринодаром.
Погребен в Екатеринодаре.

## Награды
- Орден Святой Анны 3-й степени (1905);
- Орден Святого Станислава 2-й степени (1910);
- Медаль «В память 100-летия Отечественной войны 1812 г.»(1912);
- Медаль «В память 300-летия царствования дома Романовых»(1913);
- Орден Святой Анны 2-й степени с мечами (ВП 18.05.1915)
- Орден Святого Георгия 4-й степени (ВП 27.11.1915);
- Орден Святого Владимира 3-й степени с мечами (ВП 23.01.1916);
- Орден Святого Владимира 4-й степени с мечами и бантом (ВП 09.10.1916);
- Орден Святого Станислава 1-й степени с мечами (ВП 23.10.1916);
- Георгиевское оружие (ПАФ 10.04.1917);
- Крест «За Степной поход» (26.04.1918).